# 1622 en France
Chronologie de la France
- 1618
- 1619
- 1620
- 1621
- 1622
- 1623
- 1624
- 1625
- 1626

## Événements
- 15 janvier : Naissance de Jean Baptiste Poquelin (Molière)
- 31 janvier : Marie de Médicis est admise au Conseil du roi[1].

- 12 mars : le roi affirme au Conseil donner priorité à la guerre contre les huguenots plutôt qu’à intervenir en Italie dans les affaires de la Valteline[2].

- 20 mars-16 avril : le roi marche vers le Bas-Poitou aux mains de Soubise. Le point culminant de cette campagne est la bataille de l’île de Rié (16 avril) où le roi commande personnellement son armée et écrase les protestants[3]. Puis Royan se soumet après quinze jours de siège (11 mai).
- 20 mars-5 mai : siège et capitulation de Tonneins, secourue par le duc de La Force, vaincu par le duc d’Elbeuf ; les trois bourgs de la ville sont incendiés[4].

- 10 avril : le roi arrive à Nantes[3].
- 15-16 avril : combat de Riez ou bataille de l’île de Rié ; Soubise abandonne son armée, qui est massacrée par les troupes royales[3].
- Fin avril : nouveau blocus de La Rochelle[5].

- 11 mai : prise de Royan[3].
- 25 mai : siège de Sainte-Foy. Bassompierre entre dans la ville pour faire évacuer la garnison et y établir les gardes du roi[6].

- 10 juin : prise de Nègrepelisse et massacre de sa population[3].
- 21 juin : prise de Saint-Antonin-Noble-Val[5].
- 30 juin : Edmond Richer signe la rétractation de son ouvrage De ecclesiastica et politica potestate libellus publié en 1611, rétractation dont Richelieu exigera la confirmation sept ans plus tard. Richer persiste cependant dans ses thèses et, s’il ne publie plus, il continue à écrire et à défendre ses opinions. Ses partisans feront publier certains de ses textes après sa mort.

- 18 juillet : le roi entre à Béziers[5].
- 25 juillet : Lesdiguières abjure à Grenoble le protestantisme. Il devient connétable de France[3].
- Juillet-août : menaces de Mansfeld sur la Champagne[3].

- 2 août : Praslin assiège Lunel[5].

- 17 août : prise de Sommières[5].

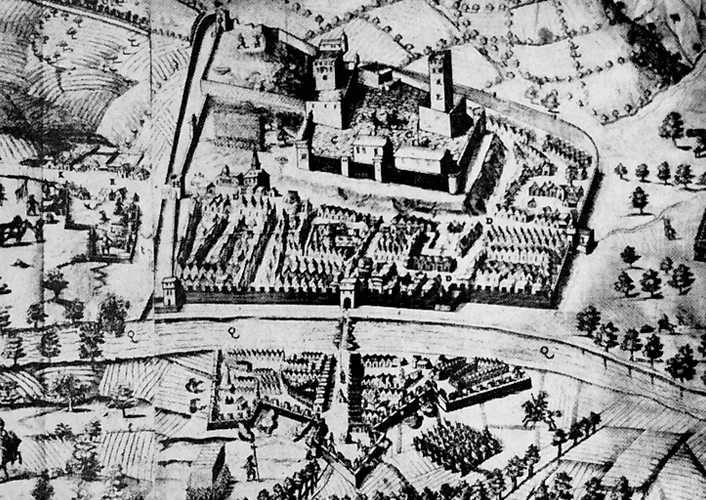
Siège de Sommières. Gravure de Melchior Tavernier (1638).

- 29 août : Richelieu est élu proviseur de la Sorbonne[7].
- 31 août-20 octobre : siège de Montpellier[8]. Le 2 septembre, les troupes royales  de Condé occupent la butte Saint-Denis, reprise le lendemain après un combat meurtrier[3]. Ouverture de négociations (4 octobre) entre Lesdiguières et le duc de Rohan qui rend les armes le 10 octobre[5].

- 5 septembre : Richelieu est nommé cardinal[9].
- 23 septembre : Louis Lefèvre de Caumartin devient garde des sceaux (fin en 1623)[10].

- 18 octobre : l’édit de pacification de Montpellier met fin à la première rébellion huguenote[5] ; les Protestants ne gardent que deux villes fortifiées, La Rochelle et Montauban.
- 20 octobre :
  - entrée du roi dans Montpellier[3].
  - le siège de Paris est élevé au rang d’archevêché. Jean-François de Gondi est nommé archevêque de Paris[11].
- 27 octobre : Guise, à la tête de la flotte royale, forte de soixante-douze vaisseaux, attaque les protestants de La Rochelle dirigés par Jean Guiton, au large de l’île de Ré, lors de la bataille navale de Saint-Martin-de-Ré[3].

- 11 décembre : entrée du roi à Lyon, où il reste jusqu’au 19[12]. Il est rejoint par son beau-frère, le prince de Piémont et par sa sœur, Christine de France. Le conseil du roi met en place une ligue unissant la France, la Savoie, Venise et les protestants suisses.